# Patrick Ghigani
Patrick Sofian Ghigani (* 16. März 1978 in München) ist ein deutscher Fußballspieler tunesischer Herkunft, sowie seit 2013 Fußballtrainer.

## Karriere
Ghigani spielte in seiner Jugend bei DJK München-Nord, der SpVgg Feldmoching, dem TSV 1860 München und dem TSV Milbertshofen, bevor er über den FC Aschheim zum tunesischen Erstligisten Club Africain wechselte. In Tunis absolvierte er dann seine ersten beiden Profijahre, wobei er tunesischer Vize-Meister wurde und im afrikanischen Pokalsiegerwettbewerb bis ins Finale kam, um dort an den Kaizer Chiefs aus Südafrika zu scheitern.
Im Jahr 2002/03 wechselte er dann ablösefrei zu LR Ahlen. Dort kam der Mittelfeldspieler auf Grund zweier Fußbrüche innerhalb einer Saison nur zu einem Einsatz in der zweiten Bundesliga und wechselte zu Kickers Emden und im Juni 2004 zurück nach Tunesien, zu Stade Tunisien. Nach einer sehr erfolgreichen Saison in Tunesiens Oberhaus kehrte er wiederum ablösefrei nach Deutschland zurück.
In der Saison 2005/06 und 2006/07 spielte Ghigani bei der SpVgg Unterhaching in der 2. Bundesliga, wo er im ersten Jahr in der Kicker-Elf des Jahres stand. Insgesamt kam Ghigani auf 48 Einsätze in der Liga sowie fünf weitere im DFB-Pokal und erzielte dabei drei Tore für die „Hachinger“. Nach dem Abstieg der SpVgg Unterhaching war Ghigani zunächst vereinslos, bevor er im Januar 2008 beim Süd-Regionalligisten SC Pfullendorf unterzeichnete.
Am 1. Januar 2009 unterschrieb Ghigani beim griechischen Drittligisten AS Rhodos und spielte dort bis Juni 2009, wechselte dann innerhalb Griechenlands zum 1. Juli 2009 nach Argos zu Panargiakos. Nur sechs Monate später, zum 1. Januar 2010 wechselt Ghigani erneut innerhalb Griechenlands zum Ligakontrahenten Panegialios aus Aigio.
Insgesamt kam Ghigani auf 41 Pflichtspiele in Griechenland, erzielte dabei sechs Tore, glänzte aber in erster Linie als Vorlagengeber, was der deutsche Trainer Uwe Erkenbrecher sicherlich berücksichtigte, als er ihn Anfang Januar 2011 nach Indonesien lockte. Dort spielte Ghigani ab dem 1. Januar 2011 bei Cendrawasih Papua FC in der LPI (Liga Premier Indonesia), die von einem Ölmilliardär ins Leben gerufen wurde, unter Headcoach Erkenbrecher und führte seine Mannschaft als Kapitän aufs Feld.
Noch im Oktober 2011 wechselte Ghigani zum 6500 km weiter nordwestlich gelegenem Klub Persiraja Banda Aceh und spielt nun in der Indonesian Premier League.
In der Winterpause 2012/13 kehrte Ghigani wieder zu seinem Heimatverein, der SpVgg Feldmoching, zurück und spielte in der Bezirksliga Oberbayern Nord. Von 2013 bis 2017 war er Spielertrainer in der Kreisliga beim TSV Geiselbullach-Neu-Esting. 2018 zog es ihn wieder nach Indonesien, wo er für eine Saison Persijap Jepara trainierte.